# Tirta Rahayu
Tirta Rahayu is een bestuurslaag in het regentschap Kulon Progo van de provincie Jogjakarta, Indonesië. Tirta Rahayu telt 6348 inwoners (volkstelling 2010).